# Mycomya inflata
Mycomya inflata är en tvåvingeart som först beskrevs av Ostroverkhova 1979.  Mycomya inflata ingår i släktet Mycomya och familjen svampmyggor. Inga underarter finns listade i Catalogue of Life.